# I miei peggiori amici
I miei peggiori amici (Friends with Better Lives, reso graficamente in #FWBL) è una sitcom statunitense creata da Dana Klein, trasmessa da CBS nel 2014, come parte della stagione televisiva americana 2013-2014.

## Trama
La serie narra le vicende di sei amici che vivono diversi momenti della loro vita e credono che ognuno di loro la viva meglio. Will è un uomo neo-divorziato in cerca di una nuova ragazza; Jules e Lowell sono due ragazzi agli inizi di una relazione; Kate è una donna con una carriera di successo, ma non molto fortunata negli appuntamenti al buio; Andi e Bobby sono infine una felice coppia sposata e con un figlio appena nato.

## Episodi
| Stagione       | Episodi | Prima TV USA | Prima TV Italia |
| -------------- | ------- | ------------ | --------------- |
| Prima stagione | 13      | 2014         | 2014            |

## Personaggi e interpreti
- James Van Der Beek interpreta Will Stokes.
- Brooklyn Decker interpreta Jules Talley.
- Zoe Lister-Jones interpreta Kate McLean.
- Rick Donald interpreta Lowell Peddit.
- Majandra Delfino interpreta Andi Lutz.
- Kevin Connolly interpreta Bobby Lutz.

## Produzione
Nel settembre 2012, I miei peggiori amici apparve per la prima volta nei progetti della CBS. Il 23 Gennaio 2013, il canale ordinò un episodio pilota. L'episodio pilota fu scritto da Dana Klein e diretto da James Burrows.
Gli annunci sui casting iniziarono nel Febbraio 2013, con James Van Der Beek che fu il primo ad avere la parte di Will Stokes, un ginecologo che torna alla sua vita da single dopo aver scoperto l'infedeltà della moglie. Brooklyn Decker fu la seconda ad aggiungersi, nella parte del personaggio principale di Jules Talley, un ex-modella e aspirante attrice che si fidanza ufficialmente con Lowell. Rick Donald fu poi scelto per interpretare Lowell Peddit, un ambientalista sfegatato che si fidanzerà con Jules. Poco dopo, Kevin Connolly e Majandra Delfino firmarono per interpretare i ruoli principali di Bobby ed Andi Lutz, una coppia felicemente sposata con due figli. Zoe Lister-Jones fu l'ultima ad entrare nel cast nella parte di Kate McLean, una sfortunata single alla ricerca dell'uomo giusto.
Il 12 maggio 2013 la CBS ha approvato il progetto, decretandone l'inizio come parte della stagione televisiva americana 2013-2014. Il 10 maggio 2014 l'emittente ha cancellato la serie dopo cinque episodi trasmessi, proseguendone la messa in onda sino all'ottavo; i rimanenti quattro episodi della prima stagione sono rimasti inediti. Contestualmente sono iniziate trattative per dare un seguito allo show su un diverso network, non andate a buon fine.

## Riconoscimenti
- 2015 - Young Artist Awards[13]
  - Nomination Miglior performance in una serie televisiva - Giovane attore guest star di anni 10 o meno a Thomas Barbusca